# Xiaonan Ma
Xiaonan Ma (麻小南) est un mathématicien chinois né en 1972 qui a étudié et qui travaille en France. Son thème de recherche est l'analyse globale des variétés.

## Parcours
Xiaonan Ma obtient un Bachelor en mathématiques à l'université de Wuhan en 1993, un doctorat en 1998 sous la supervision de Jean-Michel Bismut  à l'université Paris-Sud (Formes de torsion analytique et familles de submersions), et une habilitation en 2005, également à l'université Paris-Sud (Théorie de l'indice local et applications). En 2001 il devient chargé de recherche au CNRS, où il travaille au Centre de mathématiques Laurent-Schwartz de l'École polytechnique. En 2007, il est nommé professeur à l'université Paris-VII (Denis-Diderot).
Ma a été chercheur à l'université de Californie de Santa Cruz et à l'université Humboldt de Berlin. Il est membre de la Internationale Fakultät de l'université de Cologne.

## Domaines de recherche
Xiaonan Ma travaille en  topologie et géométrie différentielle, et notamment en analyse globale des variétés, et sur les indices locaux  : propriétés analytiques et de topologie différentielle des invariants eta (en), torsion analytique (en) de  Ray-Singer, Eta-Forman, genres elliptiques (en), les noyaux de Bergman et la quantification géométrique .

## Prix et distinctions
Ma obtient en 2006 avec George Marinescu le prix Ferran Sunyer i Balaguer pour leur livre Holomorphic Morse inequalities and Bergman kernels ; il est lauréat, en 2017, du prix Sophie-Germain. De 2009 à 2014,  il est membre junior de l'Institut universitaire de France. En 2010 il est conférencier invité au Congrès international des mathématiciens à Hyderabad (Geometric quantization on Kähler and symplectic Manifolds). En 2016, il obtient le Changjiang Chaired Professorship (en).
Il est membre du comité de rédaction des périodiques scientifiques Science in China, série A (Mathematics) et  International Journal of Mathematics.
Il est lauréat du Prix Gay-Lussac Humboldt en 2022.

## Publications
Livres
- Xiaonan Ma et George  Marinescu, Holomorphic Morse inequalities and Bergman kernel, Birkhäuser, coll. « Progress in Mathematics » (no 254), 2007, xiii+422 (ISBN 978-3-7643-8096-0).
- Xiaonan Ma et Weiping Zhang, Bergman kernels and symplectic reduction, Société mathématique de France, coll. « Astérisque » (no 318), 2008, viii+154 (ISBN 978-2-85629-255-6).

Édition
- X. Dai, R. Léandre, Xiaonan Ma et Weiping Zhang (éditeurs), From Probability to Geometry : Volume in honor of the 60th birthday of Jean-Michel Bismut, Société mathématique de France, coll. « Astérisque » (no 327 et 328), 2009 (ISBN 978-2-85629-288-4).
- Jean-Benoît Bost, Helmut Hofer, François Labourie, Yves Le Jan, Xiaonan Ma et Weiping Zhang (éditeurs), 'Geometry, analysis and probability – in honor of Jean-Michel Bismut, Birkhäuser, coll. « Progress in Mathematics » (no 310), 2017, 361 p. (ISBN 978-3-319-49638-2, lire en ligne).

Articles (sélection)
- Xiaonan Ma, « Formes de torsion analytique et familles de submersions », Bull. Soc. Math. de France, vol. 127, no 4,‎ 1999, p. 541-621 (lire en ligne).
- Xiaonan Ma et Kefeng Liu, « On family rigidity theorems, I », Duke Mathematical Journal, vol. 102, no 3,‎ 2000, p. 451–474 (ISSN 0012-7094, DOI 10.1215/S0012-7094-00-10234-7).
- Xiaonan Ma, « Orbifolds and analytic torsions », Transactions of the American Mathematical Society, vol. 357, no 06,‎ 2005, p. 2205–2234 (ISSN 0002-9947, DOI 10.1090/S0002-9947-05-03847-X).
- Xianzhe Dai, Kefeng Liu et Xiaonan Ma, « On the asymptotic expansion of Bergman kernel », Journal of Differential Geometry, vol. 72, no 1,‎ 2006, p. 1–41 (ISSN 0022-040X, DOI 10.4310/jdg/1143593124).
- J. Brüning et Xiaonan Ma, « An anomaly formula for Ray–Singer metrics on manifolds with boundary », GAFA Geometric And Functional Analysis, vol. 16, no 4,‎ 2006, p. 767–837 (ISSN 1016-443X, DOI 10.1007/s00039-006-0574-7).
- Xiaonan Ma et George Marinescu, « Generalized Bergman kernels on symplectic manifolds », Advances in Mathematics, vol. 217, no 4,‎ 2008, p. 1756–1815 (ISSN 0001-8708, DOI 10.1016/j.aim.2007.10.008)
- Xiaonan Ma et George Marinescu, « Toeplitz Operators on Symplectic Manifolds », Journal of Geometric Analysis, vol. 18, no 2,‎ 2008, p. 565–611 (ISSN 1050-6926, DOI 10.1007/s12220-008-9022-2)
- Xiaonan Ma et George Marinescu, « Berezin–Toeplitz quantization on Kähler manifolds », Journal für die reine und angewandte Mathematik (Crelles Journal), vol. 662,‎ 2012, p. 1-58 (ISSN 0075-4102, DOI 10.1515/CRELLE.2011.133, lire en ligne).